# Dermot Mulroney
Dermot Mulroney (Alexandria, Virginia, 1963. október 31.–) amerikai színész, zenész és szinkronszínész. Leginkább romantikus vígjáték, western és drámafilmekben szerepel.

## Fiatalkora
Mulroney a virginiai Alexandriában született. Édesapja, Michael Mulroney, aki eredetileg az iowai Elkaderből származik, és az 1990-es években a Villanova University School of Law jogászprofesszora volt, előtte pedig harminc éven át adójogi magánpraxist folytatott Washingtonban. Édesanyja, Ellen az iowai Manchesterből származik, aki regionális színházi színésznő volt. Dermot öt testvér közül a középső gyermek. Két idősebb testvére van, Conor és Sean; egy öccse, Kieran Mulroney, aki színész és forgatókönyvíró; és egy húga, Moira.
Mulroney felső ajkán van egy sebhely egy gyermekkori balesetből, amelyről így nyilatkozott: „3 és fél éves voltam, és egy tál vizet vittem a házinyulainknak. Megbotlottam, eltört a tál, és ráestem”.

## Magánélete
1990-ben feleségül vette Catherine Keener színésznőt, miután 1986-ban találkoztak a Survival Quest forgatásakor. Egy fiuk született, Clyde Keener Mulroney (1999), aki énekes lett. A házaspár 2005 májusában különvált, és Mulroney 2007. június 11-én benyújtotta a válási kérelmet, kibékíthetetlen ellentétekre hivatkozva. Válásuk 2007. |december 19-én vált véglegessé.
2008-ban feleségül vette az olasz Tharita Catulle-t. Két lányuk született: Mabel (2008) és Sally June (2009). A család Los Angelesben él.
Mulroney képzett csellista. 1996-ban a Low and Sweet nevű zenekar tagja volt, amely még abban az évben kiadta a "Goodbye to All That" című albumot. 2005-ben Boyd Tinsley mellett megjelent Alanis Morissette showján, a House of Blues-ban Hollywoodban. A Daddy & Samantha című filmben csellón játszott; ahol egy egyetemistát alakít, és Martha Plimpton mellett zenét tanul. Csellón játszott Melissa Etheridge 1992-es "Never Enough" című albumán, a "Place Your Hand" című dalban.

## Filmográfia

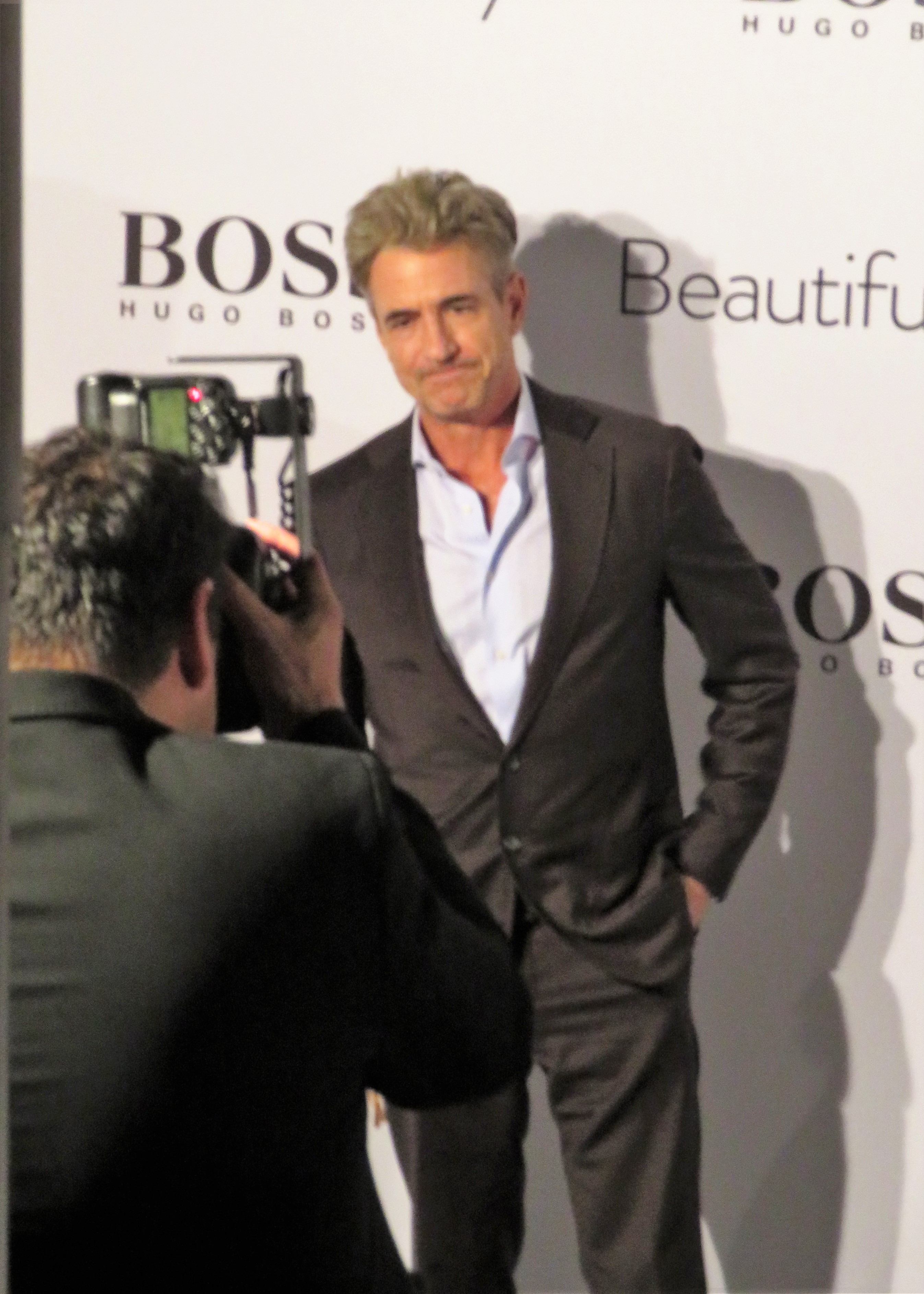
2018-ban

### Film
| Év   | Magyar cím                         | Eredeti cím                                   | Szerep                          | Magyar hang           | Rendező                   |
| ---- | ---------------------------------- | --------------------------------------------- | ------------------------------- | --------------------- | ------------------------- |
| 1988 | Naplemente                         | Sunset                                        | Michael Alperin                 | Crespo Rodrigo        | Blake Edwards             |
| 1988 | A vadnyugat fiai                   | Young Guns                                    | Piszkos Steve Stephens          | Czvetkó Sándor        | Christopher Cain          |
| 1989 | Kisvárosi vagányok                 | Staying Together                              | Kit McDermott                   |                       | Lee Grant                 |
| 1989 |                                    | Survival Quest                                | Gray Atkinson                   |                       | Don Coscarelli            |
| 1989 | Hosszútávú kapcsolat               | Longtime Companion                            | John                            |                       | Norman René               |
| 1990 | Fegyveres őrangyal                 | Bright Angel                                  | George Russell                  | Barabás Kiss Zoltán   | Michael Fields            |
| 1991 | Fogd a nőt és ne ereszd!           | Career Opportunities                          | Nestor Pyle                     | Pálmai Szabolcs       | Bryan Gordon              |
| 1991 | Samantha                           | Samantha                                      | Henry                           | Bor Zoltán            | Stephen La Rocque         |
| 1992 | Bárhol ér a reggel                 | Where the Day Takes You                       | King                            |                       | Marc Rocco                |
| 1993 |                                    | Silent Tongue                                 | Reeves McCree                   |                       | Sam Shepard               |
| 1993 | A bérgyilkosnő                     | Point of No Return                            | J. P.                           | Forgács Péter         | John Badham               |
| 1993 | Amit szerelemnek hívnak            | The Thing Called Love                         | Kyle Davidson                   | Dányi Krisztián       | Peter Bogdanovich         |
| 1994 | Rosszlányok                        | Bad Girls                                     | Josh McCoy                      | Csuja Imre            | Jonathan Kaplan           |
| 1994 | Mindent bele, srácok!              | There Goes My Baby                            | kalóz                           | Selmeczi Roland       | Floyd Mutrux              |
| 1994 | Angyalok a pályán                  | Angels in the Outfield                        | Mr. Bomman                      | Laklóth Aladár        | William Dear              |
| 1995 | Tökéletes másolat                  | Copycat                                       | Reuben Goetz                    | Selmeczi Roland       | Jon Amiel                 |
| 1995 | A szerelem színei                  | How to Make an American Quilt                 | Sam                             | Széles Tamás          | Jocelyn Moorhouse         |
| 1995 | Csapnivaló                         | Living in Oblivion                            | Wolf Überman                    | Kerekes József        | Tom DiCillo               |
| 1996 | Kansas City                        | Kansas City                                   | Johnny O'Hara                   | Selmeczi Roland       | Robert Altman             |
| 1996 | Elektrosokk                        | The Trigger Effect                            | Joe                             | Kamarás Iván          | David Koepp               |
| 1996 | Holdfényszelence                   | Box of Moonlight                              | Wick                            |                       | Tom DiCillo               |
| 1996 |                                    | Bastard Out of Carolina                       | Lyle Parsons                    |                       | Anjelica Huston           |
| 1997 | Álljon meg a nászmenet!            | My Best Friend's Wedding                      | Michael O'Neal                  | Selmeczi Roland       | P. J. Hogan               |
| 1998 | Hazugságok labirintusa             | Goodbye Lover                                 | Jake Dunmore                    | Haás Vander Péter     | Roland Joffé              |
| 2000 | Trixie                             | Trixie                                        | Dexter "Dex" Lang               |                       | Alan Rudolph              |
| 2000 | Pénzt és életet!                   | Where the Money Is                            | Wayne MacKay                    | Rékasi Károly         | Marek Kanievska           |
| 2001 | Birtokviszony                      | The Safety of Objects                         | Jim Train                       | Viczián Ottó          | Rose Troche               |
| 2001 | Szexuális mélyfúrások              | Investigating Sex                             | Edgar Faldo                     | Viczián Ottó          | Alan Rudolph              |
| 2001 |                                    | Lovely & Amazing                              | Kevin McCabe                    |                       | Nicole Holofcener         |
| 2002 | Schmidt története                  | About Schmidt                                 | Randall Hertzel                 | Selmeczi Roland       | Alexander Payne           |
| 2004 | Áramlat                            | Undertow                                      | John Munn                       | Czvetkó Sándor        | David Gordon Green        |
| 2004 | Égnek áll                          | Hair High                                     | Rod (hangja)                    |                       | Bill Plympton             |
| 2005 | Lagzi-randi                        | The Wedding Date                              | Nick Mercer                     | Mihályi Győző         | Clare Kilner              |
| 2005 | Kutyátlanok kíméljenek             | Must Love Dogs                                | Bob Connor                      | Nagy Ervin            | Gary David Goldberg       |
| 2005 | Kőkemény család                    | The Family Stone                              | Everett Stone                   | Selmeczi Roland       | Thomas Bezucha            |
| 2006 | Griffin és Phoenix                 | Griffin & Phoenix                             | Henry Griffin                   | Epres Attila          | Ed Stone                  |
| 2007 | Dante Pokla                        | Dante's Inferno                               | Dante Alighieri (hangja)        |                       | Sean Meredith             |
| 2007 | Zodiákus                           | Zodiac                                        | Marty Lee százados              | Mihályi Győző         | David Fincher             |
| 2007 | Anya, lánya, unokája               | Georgia Rule                                  | Dr. Simon Ward                  | Vincze Gábor Péter    | Garry Marshall            |
| 2007 | Gracie                             | Gracie                                        | Bryan Bowen                     | Czvetkó Sándor        | Davis Guggenheim          |
| 2008 | Jolene                             | Jolene                                        | Phil nagybácsi                  |                       | Dan Ireland               |
| 2008 | Égető bizonyíték                   | Burn After Reading                            | TV-sorozat sztárja              | Sörös Miklós          | Joel és Ethan Coen        |
| 2008 | Isteni szikra                      | Flash of Genius                               | Gil Previck                     | Czvetkó Sándor        | Marc Abraham              |
| 2010 | Lélegezz!                          | Inhale                                        | Paul Stanton                    |                       | Baltasar Kormákur         |
| 2011 | Elhurcolva                         | Abduction                                     | Martin Price                    | Laklóth Aladár        | John Singleton            |
| 2011 | J. Edgar – Az FBI embere           | J. Edgar                                      | Norman Schwarzkopf              | Epres Attila          | Clint Eastwood            |
| 2011 | A családfa                         | The Family Tree                               | Jack Burnett                    | Lux Ádám              | Vivi Friedman             |
| 2012 | Villámcsapás                       | Struck by Lightning                           | Neal Phillips                   | Bede-Fazekas Szabolcs | Brian Dannelly            |
| 2012 | Fehér pokol                        | The Grey                                      | Jerome Talget                   | Czvetkó Sándor        | Joe Carnahan              |
| 2012 | Mindenki szereti a bálnákat        | Big Miracle                                   | Scott Boyer ezredes             | Kőszegi Ákos          | Ken Kwapis                |
| 2012 |                                    | Trade of Innocents                            | Alex Becker                     |                       | Christopher Bessette      |
| 2013 |                                    | Space Warriors                                | Andy Hawkins                    |                       | Sean McNamara             |
| 2013 | Vonzások                           | Stoker                                        | Richard Stoker                  | Kőszegi Ákos          | Park Chan-wook            |
| 2013 |                                    | The Rambler                                   | turista                         |                       | Calvin Reeder             |
| 2013 | Jobs – Gondolkozz másképp          | Jobs                                          | Mike Markkula                   | Czvetkó Sándor        | Joshua Michael Stern      |
| 2013 | Pillantás Charlie Swan képzeletébe | A Glimpse Inside the Mind of Charles Swan III | doktor                          | Welker Gábor          | Roman Coppola             |
| 2013 | Augusztus Oklahomában              | August: Osage County                          | Steve Heidebrecht               | Mihályi Győző         | John Wells                |
| 2015 | Vigyázz, mit kívánsz!              | Careful What You Wish For                     | Elliott Harper                  | Czvetkó Sándor        | Elizabeth Allen Rosenbaum |
| 2015 | Igazság – A CBS-botrány            | Truth                                         | Lawrence Lanpher                | Csík Csaba Krisztián  | James Vanderbilt          |
| 2015 | Insidious – Gonosz lélek           | Insidious: Chapter 3                          | Sean Brenner                    | Kőszegi Ákos          | Leigh Whannell            |
| 2015 | Kicsapongók                        | The D Train                                   | önmaga                          | Bordás János          | Jarrad Paul               |
| 2015 | Kicsapongók                        | The D Train                                   | önmaga                          | Bordás János          | Andrew Mogel              |
| 2016 | Nagyfater elszabadul               | Dirty Grandpa                                 | David Kelly                     | Czvetkó Sándor        | Dan Mazer                 |
| 2016 |                                    | Lavender                                      | Patrick                         |                       | Ed Gass-Donnelly          |
| 2017 | Álmatlanság                        | Sleepless                                     | Stanley Rubino                  | Epres Attila          | Baran bo Odar             |
| 2017 | Hegyek között                      | The Mountain Between Us                       | Mark Robertson                  | Jakab Csaba           | Hany Abu-Assad            |
| 2018 | Látlak                             | I Still See You                               | August Bittner                  | Varga Gábor           | Scott Speer               |
| 2019 |                                    | Sgt. Will Gardner                             | Buddy                           |                       | Max Martini               |
| 2019 | A futár                            | The Courier                                   | Roberts különleges ügynök       |                       | Zackary Adler             |
| 2020 |                                    | Hard Luck Love Song                           | Rollo                           |                       | Justin Corsbie            |
| 2021 |                                    | The Blazing World                             | Tom Winter                      |                       | Carlson Young             |
| 2021 | Halálos illúziók                   | Deadly Illusions                              | Tom Morrison                    |                       | Anna Elizabeth James      |
| 2021 | Karácsony törölve                  | The Fight Before Christmas                    | Jack Lockhart                   | Czvetkó Sándor        | Prarthana Mohan           |
| 2022 | Álom két keréken                   | Along for the Ride                            | Robert                          | Czvetkó Sándor        | Sofia Alvarez             |
| 2022 | Éjszakai csapda                    | Gone in the Night                             | Nicholas Barlow                 | Epres Attila          | Eli Horowitz              |
| 2022 | Umma – Anyám szelleme              | Umma                                          | Danny                           | Czvetkó Sándor        | Iris K. Shim              |
| 2022 |                                    | The Inhabitant                                | Ben                             |                       | Jerren Lauder             |
| 2022 | Ügynökjátszma                      | Agent Game                                    | Harris                          |                       | Grant S. Johnson          |
| 2022 | A 8-as részleg                     | Section Eight                                 | Sam Ramsey                      |                       | Christian Sesma           |
| 2023 | Sikoly VI.                         | Scream VI                                     | Wayne Bailey nyomozó            | Kassai Károly         | Matt Bettinelli-Olpin     |
| 2023 | Sikoly VI.                         | Scream VI                                     | Wayne Bailey nyomozó            | Kassai Károly         | Tyler Gillett             |
| 2023 |                                    | You're Killing Me                             | Schroder kongresszusi képviselő |                       | Beth Hanna                |
| 2023 | Jerren Lauder                      | You're Killing Me                             | Schroder kongresszusi képviselő |                       |                           |
| 2023 | A kosárlabda csillagai             | Shooting Stars                                | Keith Dambrot                   | Czvetkó Sándor        | Chris Robinson            |
| 2023 |                                    | Breakwater                                    | Ray Childress                   |                       | James Rowe                |
| 2023 | Sue, a bűnöző                      | The Dirty South                               | Jeb Roy                         | Czvetkó Sándor        | Matthew Yerby             |
| 2023 |                                    | Ruthless                                      | Harry                           |                       | Art Camacho               |
| 2023 | Imádlak utálni                     | Anyone but You                                | Leo                             | Szabó Sipos Barnabás  | Will Gluck                |

### Televízió
| Év        | Magyar cím                                        | Eredeti cím                     | Szerep                            | Megjegyzések                                            |
| --------- | ------------------------------------------------- | ------------------------------- | --------------------------------- | ------------------------------------------------------- |
| 1986      | Az ártatlanság bűne                               | Sin of Innocence                | Tim McGary                        | tévéfilm                                                |
| 1986      |                                                   | Fame                            | Max                               | 1 epizód                                                |
| 1986      |                                                   | CBS Schoolbreak Special         | Doug Dawson                       | 1 epizód                                                |
| 1987      |                                                   | Daddy                           | Bobby                             | tévéfilm                                                |
| 1987      | Baseball becsület                                 | Long Gone                       | Jamie Weeks                       | tévéfilm                                                |
| 1989      |                                                   | Unconquered                     | Richmond Flowers Jr.              | tévéfilm                                                |
| 1992      | A nyomozó                                         | The Heart of Justice            | Elliot Burgess                    | - tévéfilm - magyar hangja: - Bor Zoltán                |
| 1993      | Családi fényképek                                 | Family Pictures                 | Mack Eberlin                      | tévéfilm                                                |
| 1993      | Az utolsó törvényenkívüli                         | The Last Outlaw                 | Eustis                            | - tévéfilm - magyar hangja: - Selmeczi Roland           |
| 1996      |                                                   | Heroine of Hell                 | Callum                            | tévéfilm                                                |
| 2003      | Jóbarátok                                         | Friends                         | Gavin Mitchell                    | 3 epizód                                                |
| 2007–2008 | The Batman                                        | The Batman                      | Zöld Lámpás / Hal Jordan (hangja) | 3 epizód                                                |
| 2008      | Kegyes hazugság                                   | The Memory Keeper's Daughter    | Dr. David Henry                   | tévéfilm                                                |
| 2011      |                                                   | Silent Witness                  | Tony Lord                         | tévéfilm                                                |
| 2012–2018 | Új csaj                                           | New Girl                        | Russell Schiller                  | 8 epizód                                                |
| 2012      | Saturday Night Live                               | Saturday Night Live             | önmaga                            | 1 epizód                                                |
| 2013      | Megvilágosultam                                   | Enlightened                     | Jeff Flender                      | 6 epizód                                                |
| 2014      | Krízis                                            | Crisis                          | Francis Gibson                    | - főszereplő (13 epizód) - magyar hangja: - Papp Dániel |
| 2015      | A létezés határa                                  | Extant                          | Taalr (hangja)                    | 1 epizód                                                |
| 2015      | Veszélyben az Északi-sark: Karácsony miatt nyitva | Northpole: Open for Christmas   | Ian Hanover                       | tévéfilm                                                |
| 2015–2017 | Shameless – Szégyentelenek                        | Shameless                       | Sean Pierce                       | 23 epizód                                               |
| 2015–2016 | Mozart a dzsungelben                              | Mozart in the Jungle            | Andrew Walsh                      | 3 epizód                                                |
| 2016      |                                                   | Soundbreaking                   | narrátor                          | 8 epizód                                                |
| 2016–2017 |                                                   | Pure Genius                     | Dr. Walter Wallace                | főszereplő (13 epizód)                                  |
| 2017      | Amerikai fater                                    | American Dad!                   | Jesse (hangja)                    | 1 epizód                                                |
| 2017      | Amerikai Horror Story: Szekta                     | American Horror Story: Cult     | Bob Thompson                      | 3 epizód                                                |
| 2017      |                                                   | The Christmas Train             | Tom Langdon                       | tévéfilm                                                |
| 2018      |                                                   | LA to Vegas                     | Steve Jasser százados             | 2 epizód                                                |
| 2018      |                                                   | Kingpin                         | narrátor                          | 4 epizód                                                |
| 2018      |                                                   | Rob Riggle's Ski Master Academy | önmaga                            | 3 epizód                                                |
| 2018      |                                                   | Homecoming                      | Anthony                           | főszereplő (3 epizód)                                   |
| 2018      | A sötétség titkai                                 | Into the Dark                   | Henry Tooms                       | - 1 epizód - magyar hangja: - Szabó Máté                |
| 2018      | Tömény történelem                                 | Drunk History                   | Georges Ladoux                    | 1 epizód                                                |
| 2018–19   |                                                   | The Purge                       | Bobby Sheridan                    | visszatérő szereplő (2. évad)                           |
| 2018–19   | Az ítélet: család                                 | Arrested Development            | Dusty Radler                      | 7 epizód                                                |
| 2018–19   | 19-es körzet                                      | Station 19                      | Greg Tanner                       | visszatérő szereplő (5 epizód)                          |
| 2019      | Négy esküvő és egy temetés                        | Four Weddings and a Funeral     | Bryce Dylan                       | visszatérő szereplő (6 epizód)                          |
| 2019      | Az erényes Gemstone-ék                            | The Righteous Gemstones         | Johnny Seasons                    | visszatérő szereplő (4 epizód)                          |
| 2020      | Messiás                                           | Messiah                         | John Young elnök                  | 2 epizód                                                |
| 2020      | Gyilkos lelkek                                    | Prodigal Son                    | Nicholas Endicott                 | 3 epizód                                                |
| 2020      |                                                   | The Eric Andre Show             | önmaga                            | 1 epizód                                                |
| 2020–2021 | Hanna                                             | Hanna                           | John Carmichael                   | 16 epizód                                               |
| 2023      | Bejrút szellemei                                  | Ghosts of Beirut                | Robert Ames                       | 1 epizód                                                |
| 2023      | Titkos invázió                                    | Secret Invasion                 | Ritson elnök                      | - főszereplő - magyar hangja: - Jakab Csaba             |